# Beru Airport
Beru Airport är en flygplats i Kiribati.   Den ligger i örådet Beru och ögruppen Gilbertöarna, i den sydöstra delen av landet, 400 km sydost om huvudstaden Tarawa. Beru Airport ligger 5 meter över havet.
Terrängen runt Beru Airport är mycket platt.  Närmaste större samhälle är Tabiang Village, 8,7 km nordväst om Beru Airport. 